# آشوت خوماریان
آشوت (آلکساندر) کریستاپوری خوماریان (ارمنی: Աշոտ (Ալեքսանդր) Քրիստափորի Խումարյան زادهٔ ۲۱ ژانویهٔ ۱۸۷۵ - درگذشته ۱۹۳۸) انقلابی، کارمند دولتی و سیاستمدار اهل ارمنستان بود.

## زندگی‌نامه
وی در ۲ فوریه [سبک قدیمی: ۲۱ ژانویه] ۱۸۷۵ در تفلیس به دنیا آمد . وی همچنین برندهٔ جوایزی همچون نشان پرچم سرخ کار شده‌است. وی در ۱۹۳۸ در سن ۶۳ سالگی درگذشت.

## یادداشت
1. ↑  պետական ծառայող